# Botir Khasanov
Botir Khasanov (27 settembre 1998) è un tuffatore uzbeko.

## Biografia
Ha rappresentato la nazionale uzbeka ai campionati mondiali di nuoto di Kazan' 2015 nel concorso della piattaforma 10 metri, concludendo al quarantottesimo ed ultimo posto.
Ai mondiali di Budapest 2017 ha gareggiato al fianco della connazionaale Yuliya Nushtaeva nel |sincro 10 metri misti, giungendo sedicesimo in coda alla classifica. 
Ai mondiali di Gwangju 2019 ha terminato al diciassettesimo ed ultimo posto nella piattaforma 10 m sincro, in coppia con Marsel Zaynetdinov.

## Palmarès
| Anno | Manifestazione | Sede     | Evento           | Risultato | Prestazione | Note |
| ---- | -------------- | -------- | ---------------- | --------- | ----------- | ---- |
| 2015 | Mondiali       | Kazan'   | Piattaforma 10m  | 48º Q     | 209,25 p.   |      |
| 2017 | Mondiali       | Budapest | Sincro 10m misti | 16º Q     | 196,20 p.   |      |
| 2019 | Mondiali       | Gwangju  | Sincro 10m       | 17º Q     | 255.45 p.   |      |